# Jüdischer Friedhof (Pappenheim)

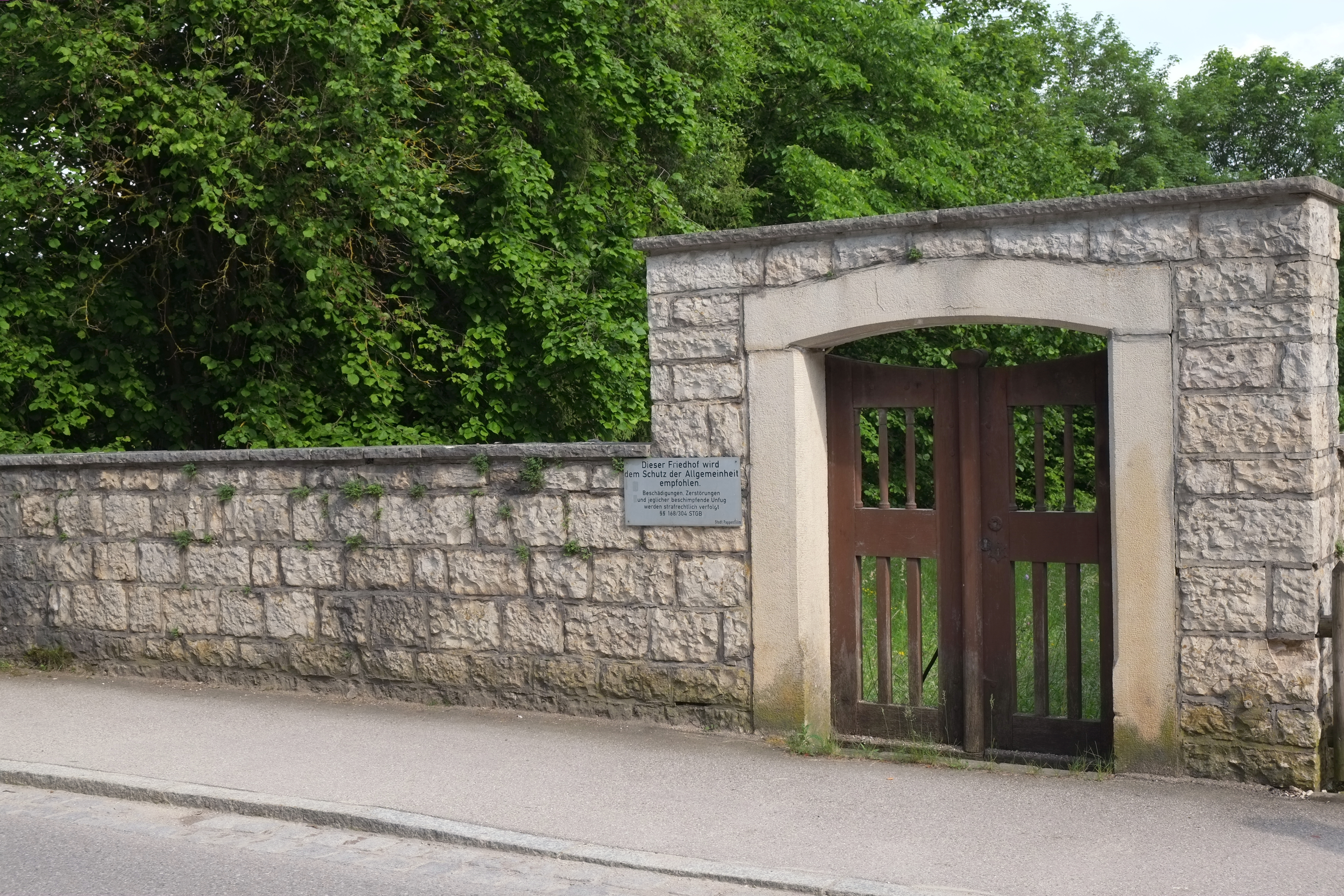
Eingang zum jüdischen Friedhof in Pappenheim

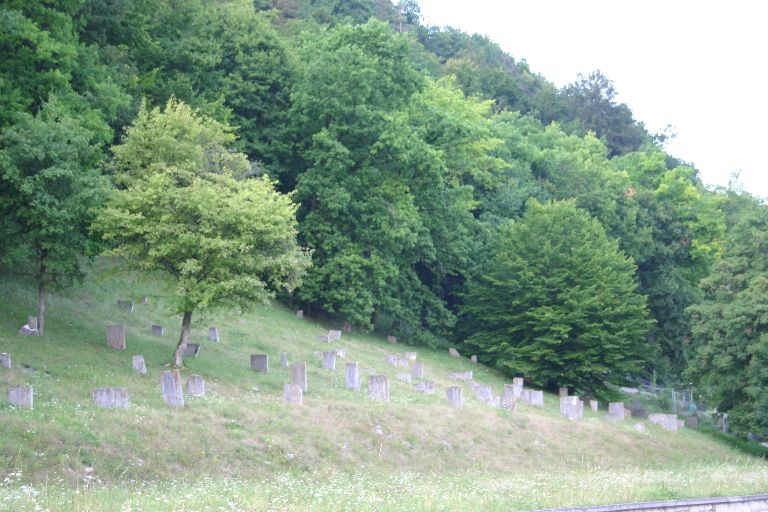
Grabsteine

Der Jüdische Friedhof Pappenheim in Pappenheim, einer Stadt im mittelfränkischen Landkreis Weißenburg-Gunzenhausen in Bayern, wurde schon im Mittelalter errichtet. Der Friedhof befindet sich am Ende der Stadt in Richtung Weißenburg bzw. Treuchtlingen an einem steilen Berghang.

## Geschichte
Der jüdische Friedhof in Pappenheim wurde vermutlich im 14. Jahrhundert angelegt. Ob er damals auf dem heutigen Gelände lag, kann nicht mit Sicherheit geklärt werden. Der älteste erhaltene Grabstein (Mazewa) ist aus dem Jahr 1687. Im neueren Teil des Friedhofes steht noch das Taharahaus. Der neuere untere Teil des Friedhofes wurde bereits im Jahr 1822 dokumentiert. Der ältere und der neuere Teil des Friedhofs haben zusammen eine Fläche von 52,33 Ar.
Die jüdischen Gemeinden folgender Orte bestatteten ihre Toten in Pappenheim: Berolzheim, Ellingen, Gundelsheim, Regensburg (bis 1822) und Treuchtlingen.
Der Friedhof wurde während der Novemberpogrome 1938 fast völlig zerstört und die Grabsteine von den Stadtbewohnern als Baumaterial benutzt. Durch die Erweiterung der Bürgermeister-Rukwid-Straße, welche bereits zuvor den alten vom neuen Teil des Friedhofes getrennt hatte, wurde der neuere Teil schwer beschädigt. 1940 errichtete man auf dem Gelände drei Baracken und verwendete die restliche Fläche als Spielplatz.
1950 wurden die noch vorhandenen Grabsteinreste wieder auf den Friedhof zurückgebracht und ein Gedenkstein mit folgendem Text aufgestellt: Gottes Acker, Deine Frucht heiße Friede. Israelitischer Friedhof seit dem 11. Jahrhundert. Die Grabmale hat man während des Dritten Reiches entfernt. Noch vorhandene Denkmale wurden bei Instandsetzung des neueren Friedhofs durch die Bayerische Staatsregierung im Jahre 1950 dort wiedererrichtet.